# Miriam Gonzalez
Miriam Gonzalez (New York, Queens, 1977. július 8. –) amerikai modell. 
Ő volt a  Playboy Playmate-je 2001 márciusában.
Több playboy videón és különkiadásban is szerepelt.
Mielőtt elkezdte a modellkedést, gimnáziumi  cheerleaderként és pincérnőkét dolgozott.
Mindkét apja (homoszexuálisok fogadták örökbe) panamai származású.
2005 április-májusi Vixens Special Edition
Playboy különszámban megjelent fotói nyomán felmerült benne annak gondolata, hogy műtéti úton csökkenti mellméretét, azért hogy csökkentse a hátfájását.

## Filmjei
- Playboy Playmate DVD Calendar Collection:2000-2005 (2006) (V)
- Playboy: 50 Years of Playmates (V) 2004
- Playboy: No Boys Allowed, 100% Girls 2 (V) 2004
- Playboy: Hot Lips, Hot Legs (V) 2003
- Playboy: Roommates (V)  2002
- Playboy Video Playmate Calendar 2002 , 2001
- Playboy: Lusty Latin Ladies (V) 2000